# Colpochila carnabyi
Colpochila carnabyi är en skalbaggsart som beskrevs av Britton 1986. Colpochila carnabyi ingår i släktet Colpochila och familjen Melolonthidae. Inga underarter finns listade i Catalogue of Life.